# Андравіда
Андравіда (грец. Ανδραβίδα, [anðraˈviða]) — місто та колишній муніципалітет в Еліді, на північному заході півострова Пелопоннес у Греції. Після реформи місцевого самоврядування 2011 року, місто  є частиною муніципалітету Андравіда-Килліні, в якому воно є муніципальною одиницею. Муніципальна одиниця має площу 40,728 км2  і населення близько 3700 осіб.
У пізньому середньовіччі місто було столицею франкського Ахейського князівства.

## Місцезнаходження
Андравіда лежить на рівнинах північно-західної Еліди, приблизно на 7 км від узбережжя Іонічного моря. Це 3 км на південь від Лечайни, 6 км на північ від Гастоуні, 30 км на північний захід від Піргоса і 55 км на південний захід від Патр.
Грецька національна дорога 9 (також E55) Патри-Піргос-Пілос проходить на схід від міста. Військова авіабаза Андравіда розташована за 2,5 км на схід від центру міста.

## Населення
| рік      | Населення міста | Населення муніципальної одиниці |
| -------- | --------------- | ------------------------------- |
| 1981 рік | 3460            | -                               |
| 1991 рік | 3,167           | 3,915                           |
| 2001 рік | 3,579           | 4,309                           |
| 2011 рік | 3,981           | 4,716                           |
| 2021 рік | 3,172           | 3,753                           |

## Історія

Герб Ахейського князівства.

Рання історія Андравіди невідома і також невідоме походження назви поселення. Було висунуто декілька версій, найвірогідніша з яких — що вона походить від слов’янської назви «місця видр» — і це місце не згадується до завоювання хрестоносцями в 1205 році, хоча поселення, безумовно, існувало до того. Згідно з Морейською хронікою, Андравіда, як і більшість міст і регіонів північного та західного Пелопоннесу, була захоплена без бою в 1205 році лідером хрестоносців Вільгельмом де Шамплітт, і саме там місцеві грецькі магнати та лорди з Еліди та з гір Скорти та Месарії склали йому омаж і визнали його своїм володарем.
Незабаром після франкського завоювання Андравіда (відома як Андревіль французькою, Андревілья арагонською та Андравілья італійською) стала резиденцією князів новоствореного Ахейського князівства. Як зазначає медієвіст Антуан Бон, вибір Андравіди як фактичної столиці князівства ґрунтувався на її вигідному місцезнаходженні: розташована посеред родючої рівнини Еліди, вона була добре забезпечена продовольством і могла забезпечувати випас лицарських коней, знаходилась поблизу Кларенци, головного портового міста князівства, але не на самому узбережжі і, отже, не була вразливим до нападів з моря, і одночасно знаходилась далеко від гір центрального Пелопоннесу з їхніми бунтівними мешканцями. Незважаючи на важливість міста, завдяки його безпечному розташуванню Андравіда ніколи не була укріплена мурами. Місто також стало резиденцією римо-католицького єпископства, засвідченого з 1212 року, яке асимілювало раніше існуюче грецьке єпископство Олена та зберегло назву останнього.

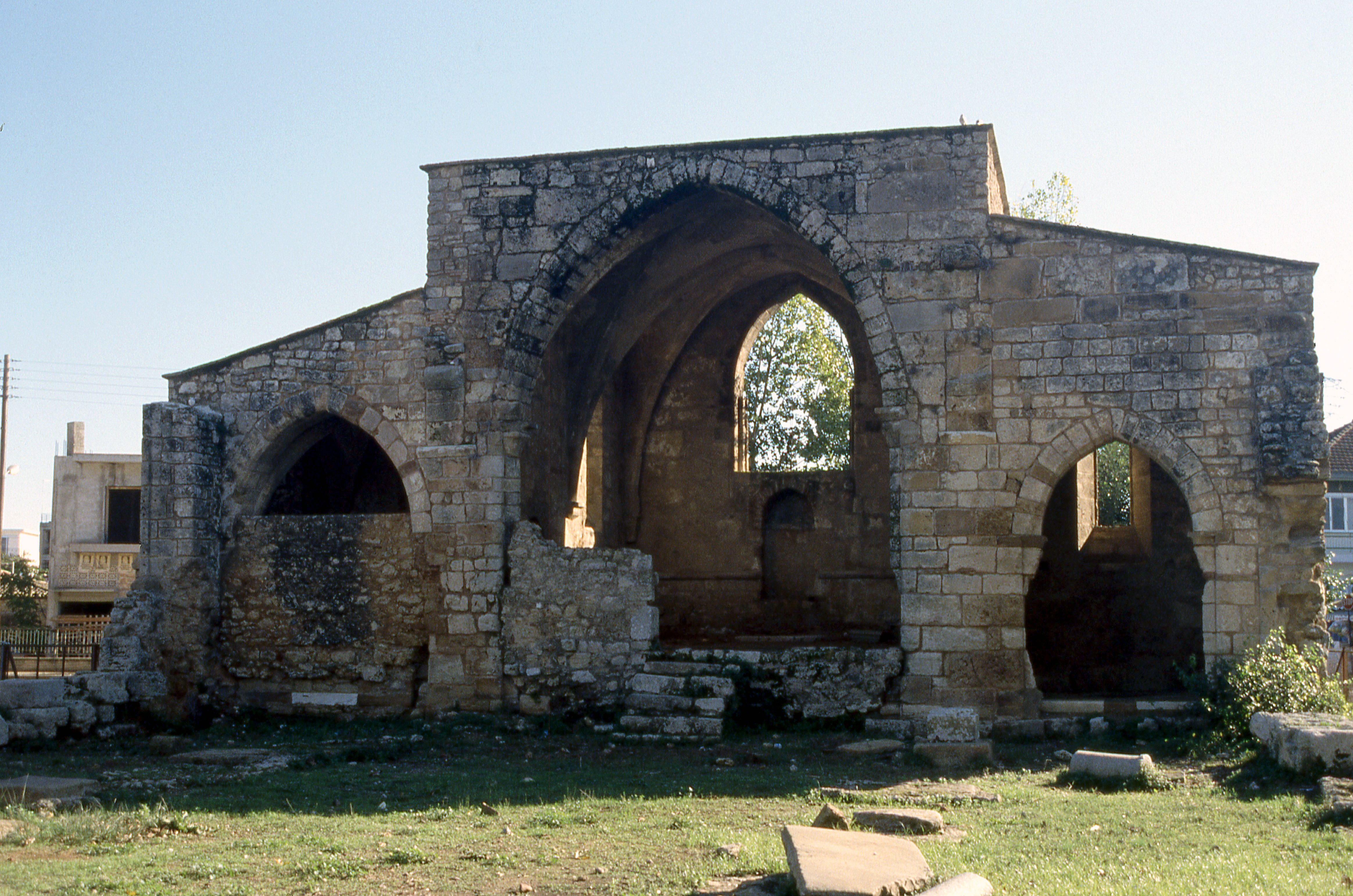
Церква Святої Софії, Андравида

Від франкського міста збереглося лише кілька слідів і більшість свідчень про його будівлі походять із літературних джерел: князівський палац, церква Святого Стефана (яка, можливо, належала францисканцям), церква та хоспіс Святого Якова, переданий в 1241 році Тевтонському ордену, в якій ховали представників княжого дому Вільгардуенів, жіночий монастир Святого Миколая Кармельського і найбільша з них домініканська церква Святої Софії, що завдяки своїм розмірам часто служила місцем зборів і парламентів знаті князівства. Мандрівники початку XIX століття, такі як Франсуа Пукевіль і Жан Олександр Бюшон, повідомляли, що три церкви все ще здебільшого збереглися, але до XXI століття збереглись лише залишки Святої Софії.
Як і решта залишків Ахейського князівства в Еліді та Ахеї, Андравіда була завойована Морейським деспотатом наприкінці 1420-х років. Відтак у 1460 місто було завойоване Османською імперією і залишалось під владою Османської імперії, за винятком короткого венеційського періоду в 1686–1715 роках, до здобуття Грецією незалежності.

## Відомі представники
- Константінос Андравідіотіс, полководець Грецької війни за незалежність .

## Складові громади

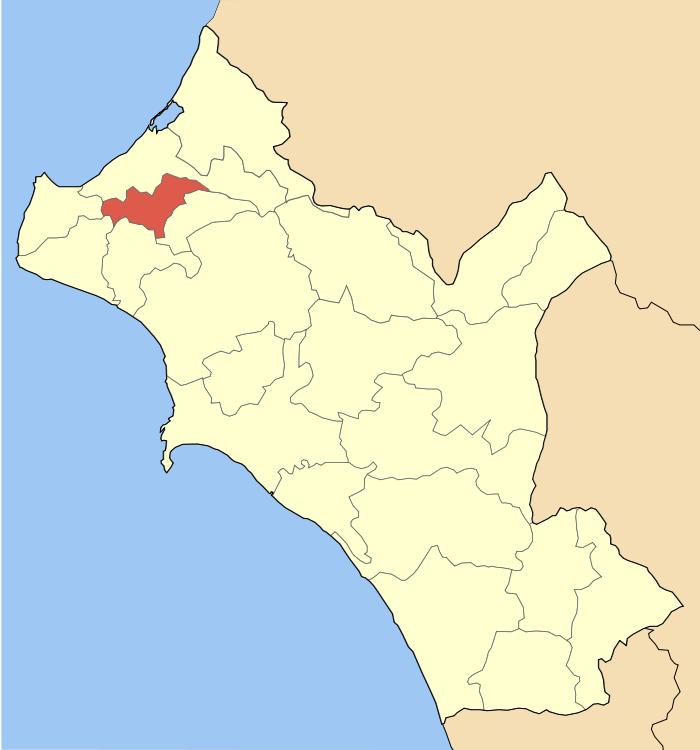
Муніципалітет Андравіда у складі регіональної одиниці Еліда

Муніципальна одиниця Андравида поділяється на такі громади (села в дужках):
- Андравіда (Андравіда, Агіос Георгіос), 3172 мешканців у 2021 році
- Стафідокампос, 290 мешканців
- Строузі, 291 мешканців

Невелике село Агіос Георгіос (62 мешканці) лежить 6 км на схід від центру міста Андравіда, зі східного боку авіабази.

## Зовнішні посилання
- Веб-сайт Andravida